# 林德虫喷泉 (克拉根福)
林德虫喷泉（Lindwurmbrunnen）位于奥地利克拉根福的新广场（Neuen Platz），建于1583年。林德虫使用一整块绿泥石雕刻而成，来自附近的克罗伊茨贝格。据说这件重达 6 吨的成品于 1593 年由 300 名身着白衣的年轻人运送到新广场。喷泉直到 1624 年才添加。 1634年添加了由乔治·蒂利茨设计的文艺复兴 风格的锻铁格栅。
1636 年，来自古尔克的宫廷雕塑家迈克尔·霍内尔创作了赫拉克勒斯 雕像。让人想起克拉根福的创始传奇。据说他杀死了林德虫，使该地区变得安全，适宜居住。
1972 年，新广场建造地下停车场，林德虫喷泉向西移动到现在的位置。从 1997 年开始，对雕像进行了全面翻新，历时三年。2013年又因林德虫尾部出现裂缝而进行局部改造。2017年4月起又对接缝和裂缝进行维护。50,000 欧元的翻修费用中，20,000 欧元由奥地利古迹之友协会承担。

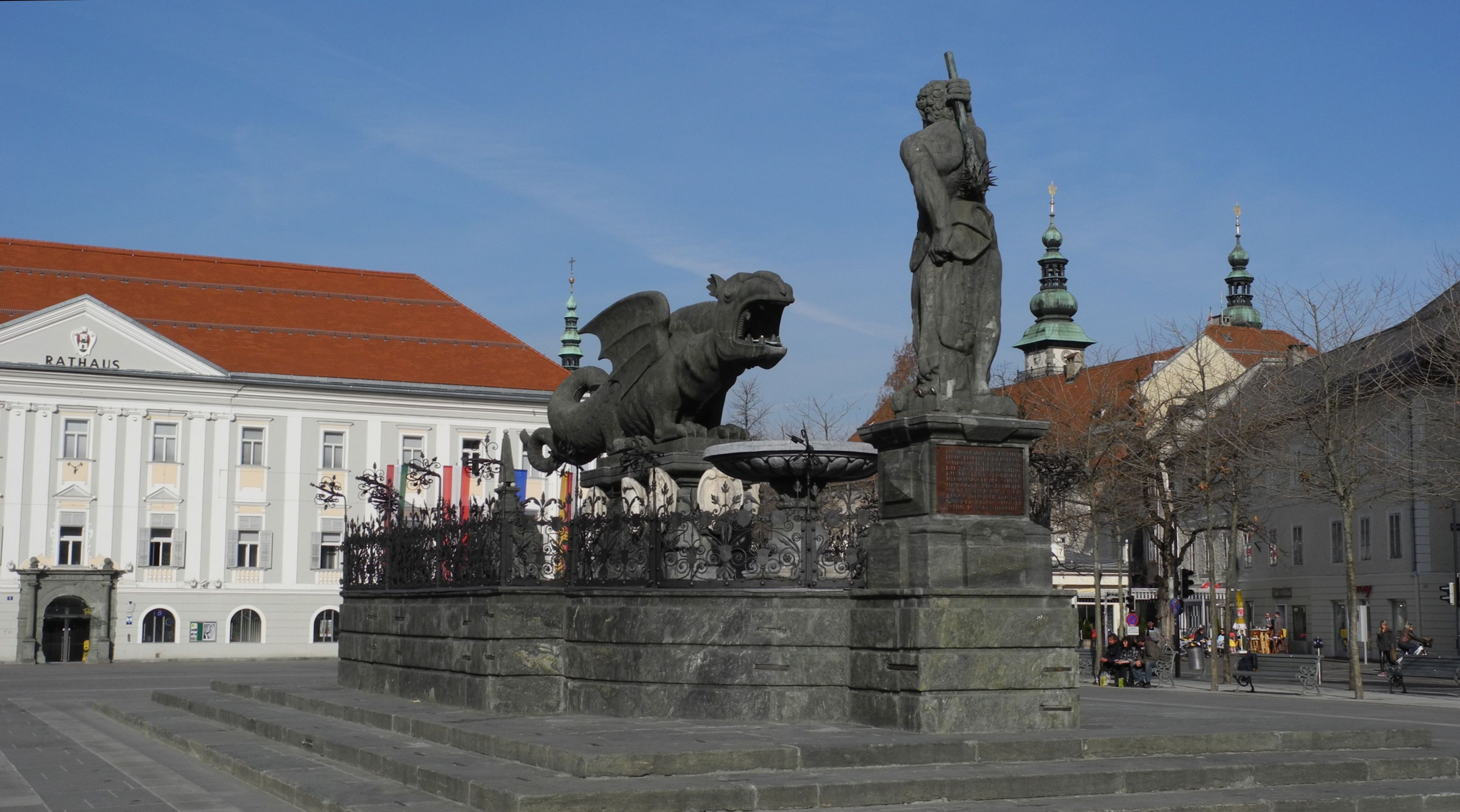
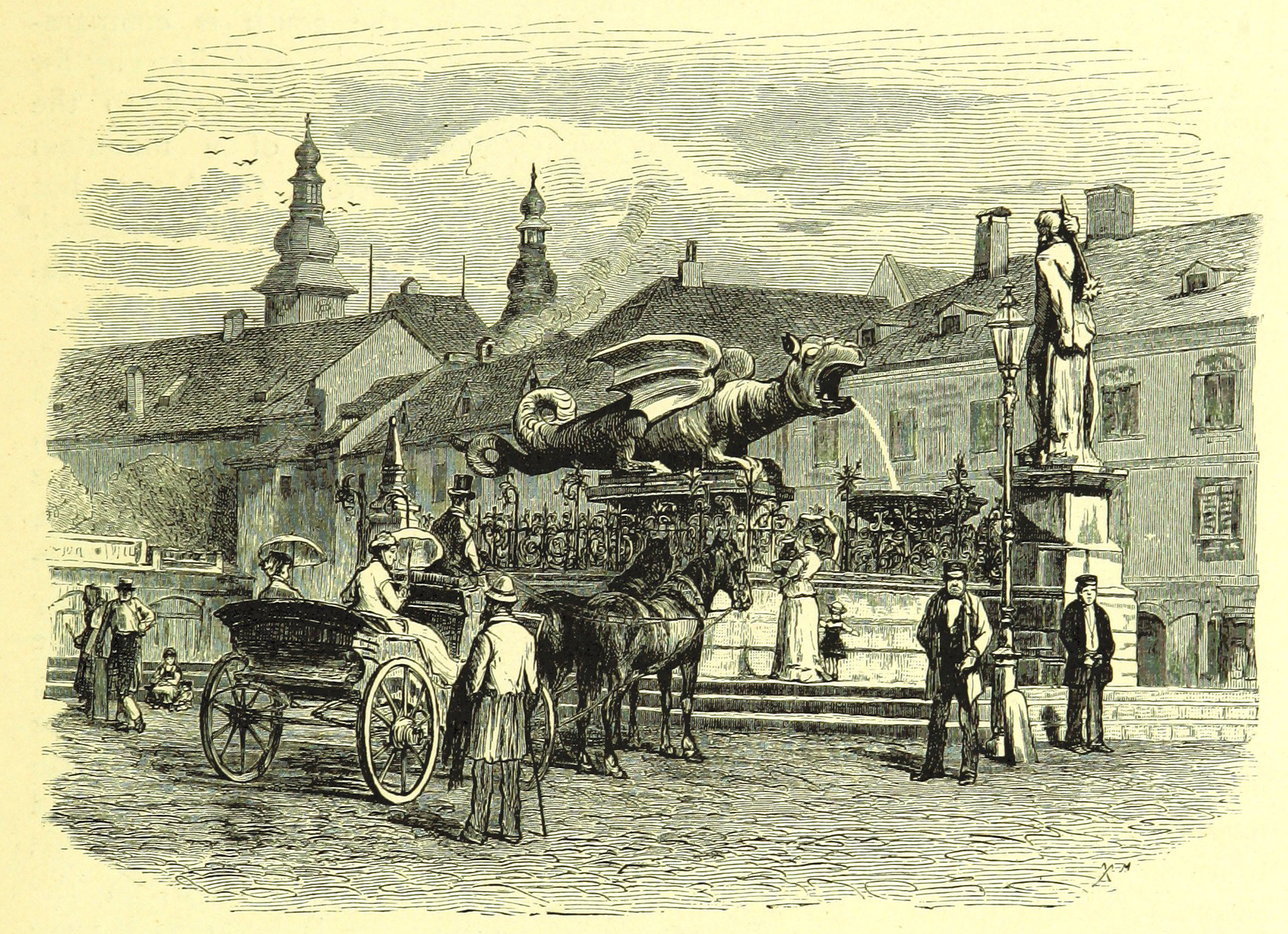
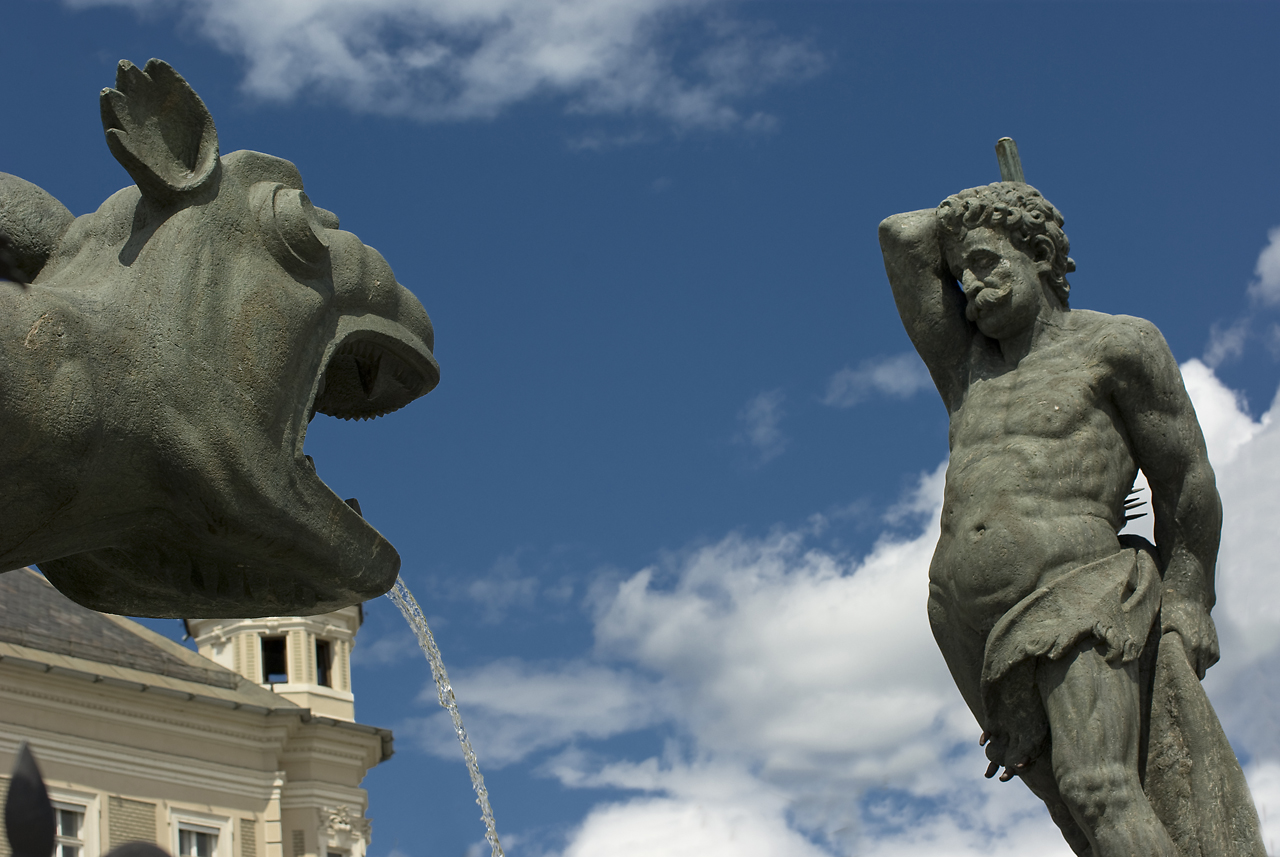
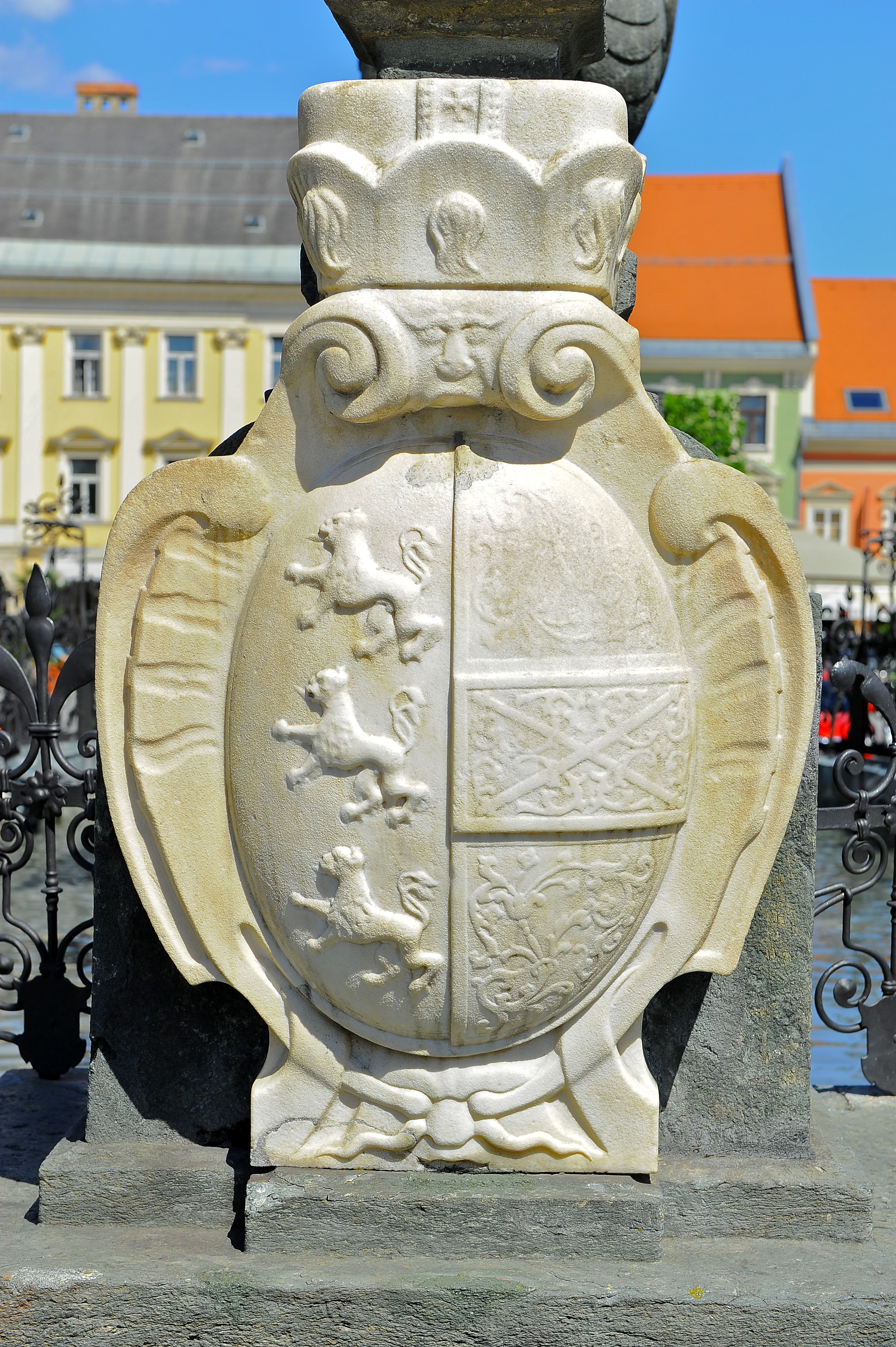